# 리마리오
리 마리오(본명은 이상훈, 1972년 1월 25일 ~ )는 대한민국의 희극배우이다. 본관은 연안 이씨.

## 생애
1996년 연극배우로 첫 데뷔하고 2003년 SBS웃찾사 희극인으로 데뷔하였다. 그리고 리마리오 라는 예명을 사용하며 코미디언으로 활약하여 많은 인기를 구가하였다.

## 학력
- 경기도 안양영화예술고등학교 연극영화학과 졸업
- 서울예술대학 방송연예학과 졸업

## 출연작

### 텔레비전 프로그램
- 웃찾사 (SBS)
- 일요일이 좋다 X맨 (SBS)
- 개그야 (MBC)
- 개그투나잇 (SBS)
- 코미디빅리그 (tvN)
- 여유만만 (KBS)

### 텔레비전 드라마
- 분홍립스틱 (MBC)

### 광고
- 엠게임 쌩뚱맞고 / 포커